# Eugene Cernan

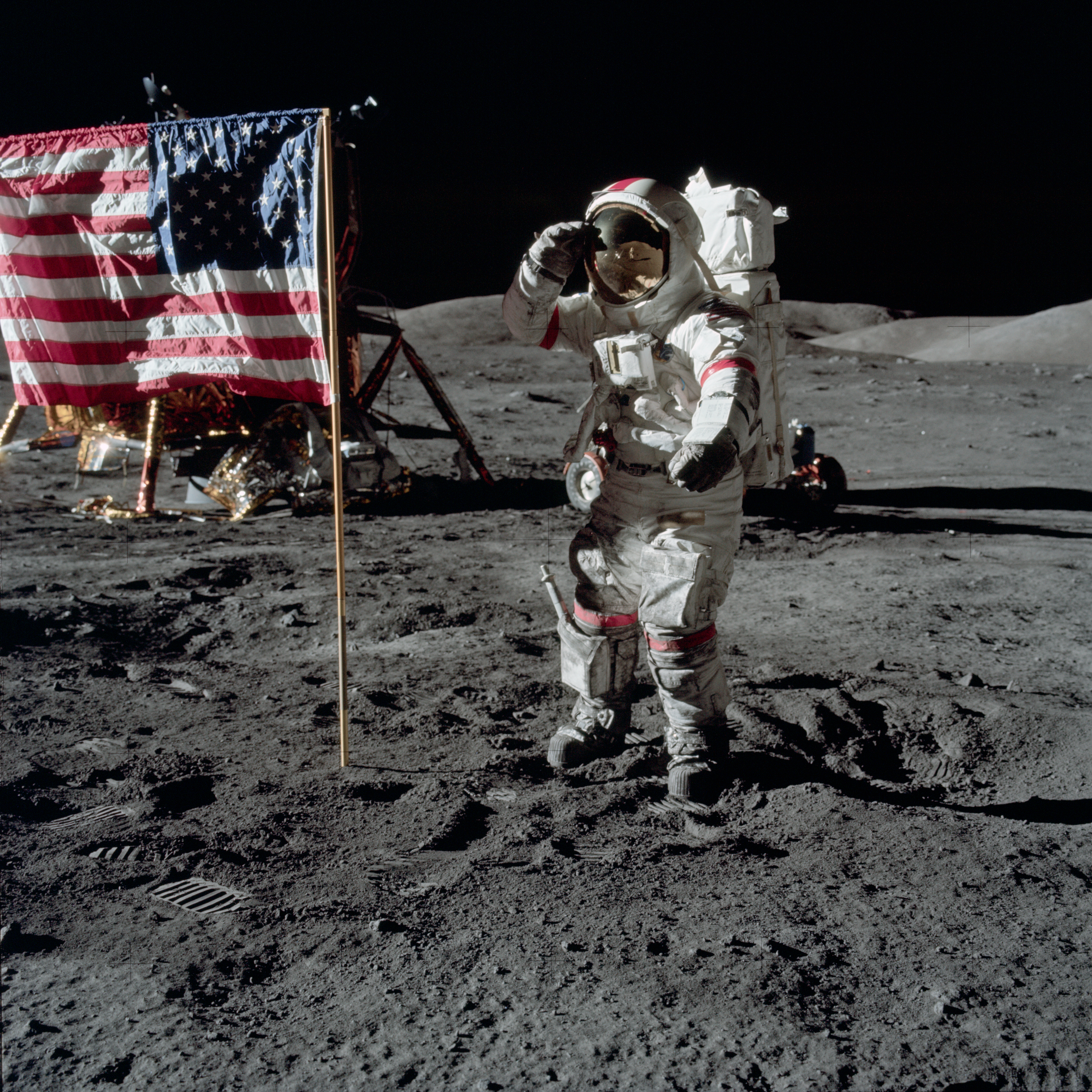
Cernan salutuje během mise Apollo 17

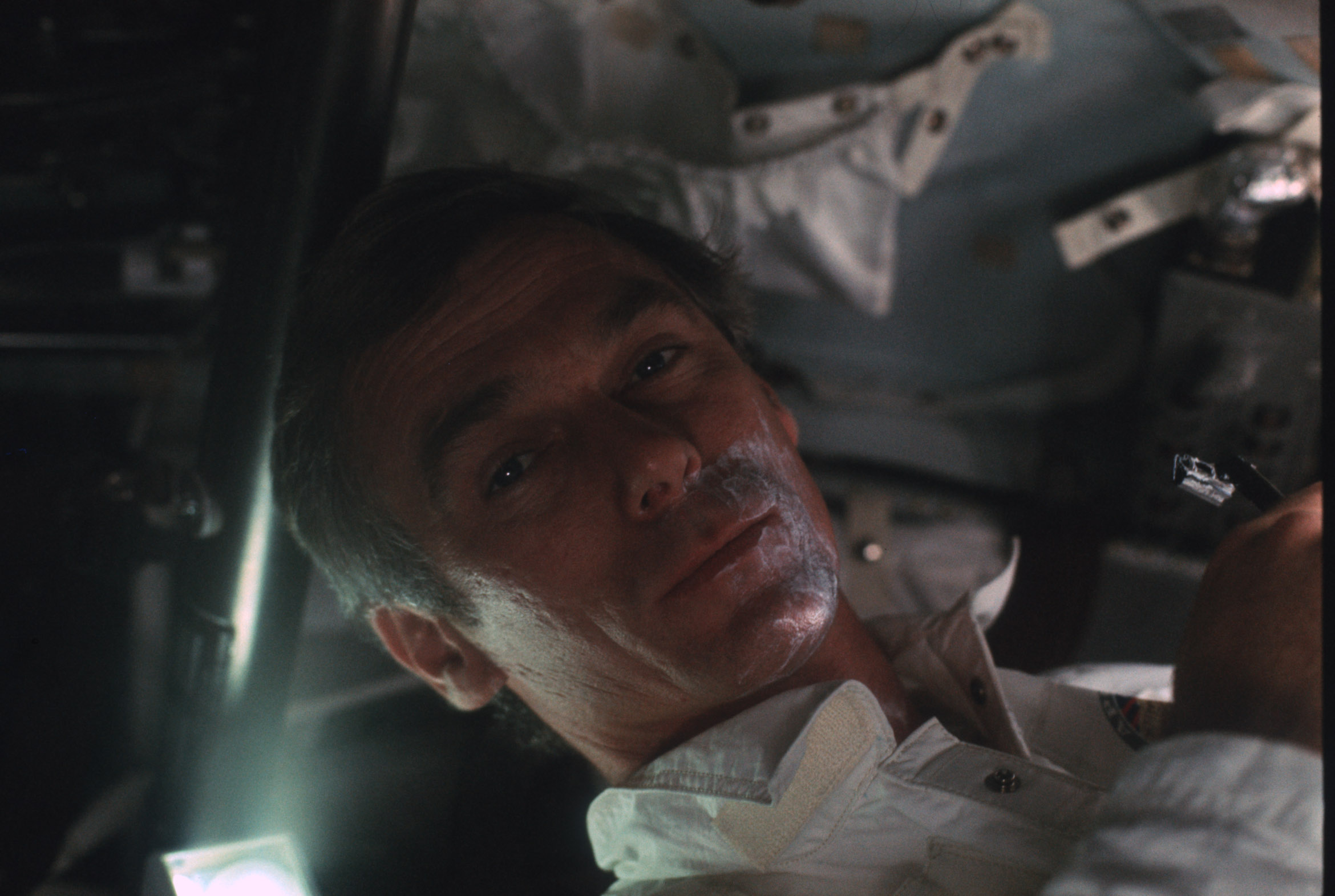
Gene Cernan se holí ve vesmíru

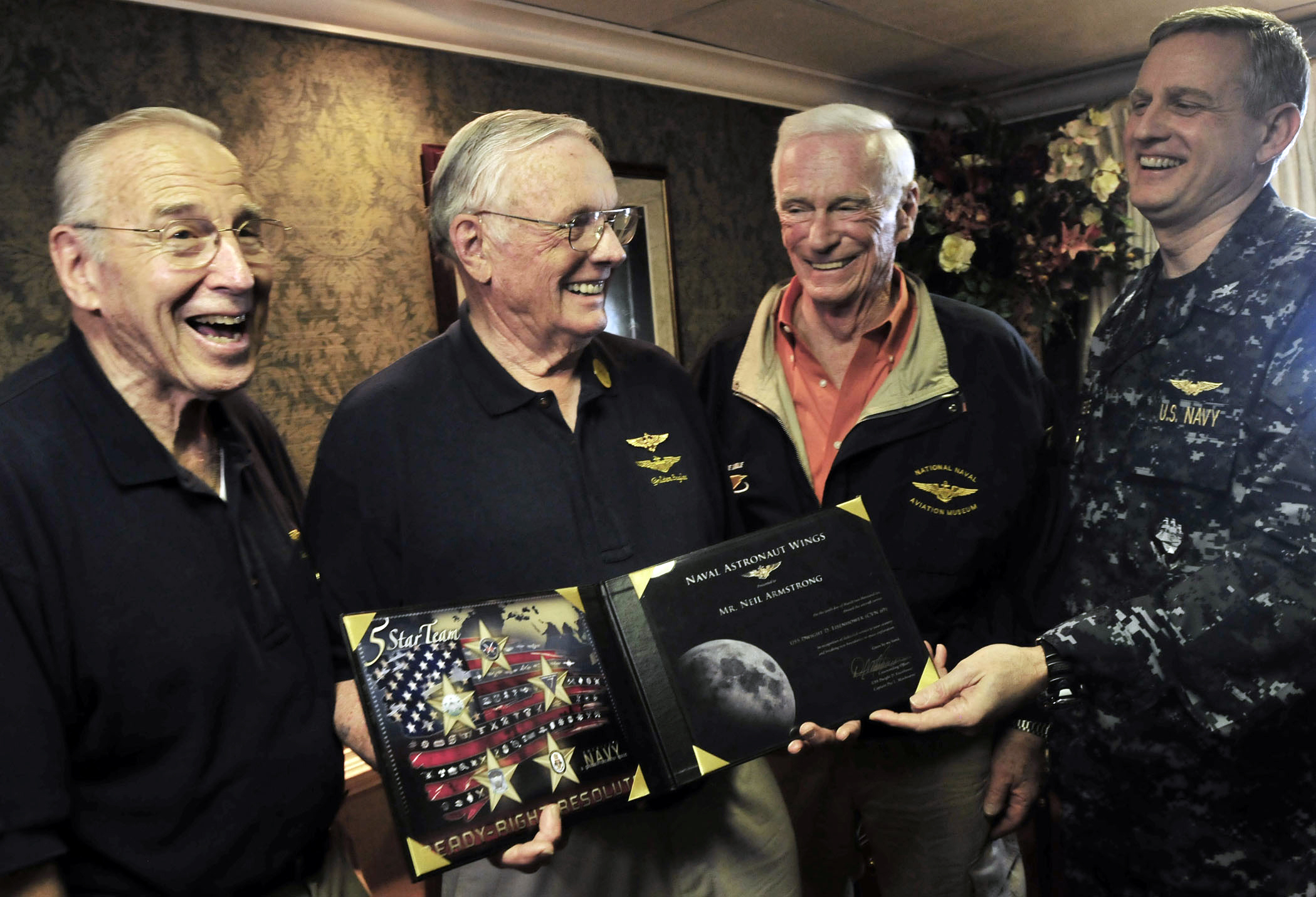
Jim Lovell, Neil Armstrong a Eugene Cernan v roce 2010

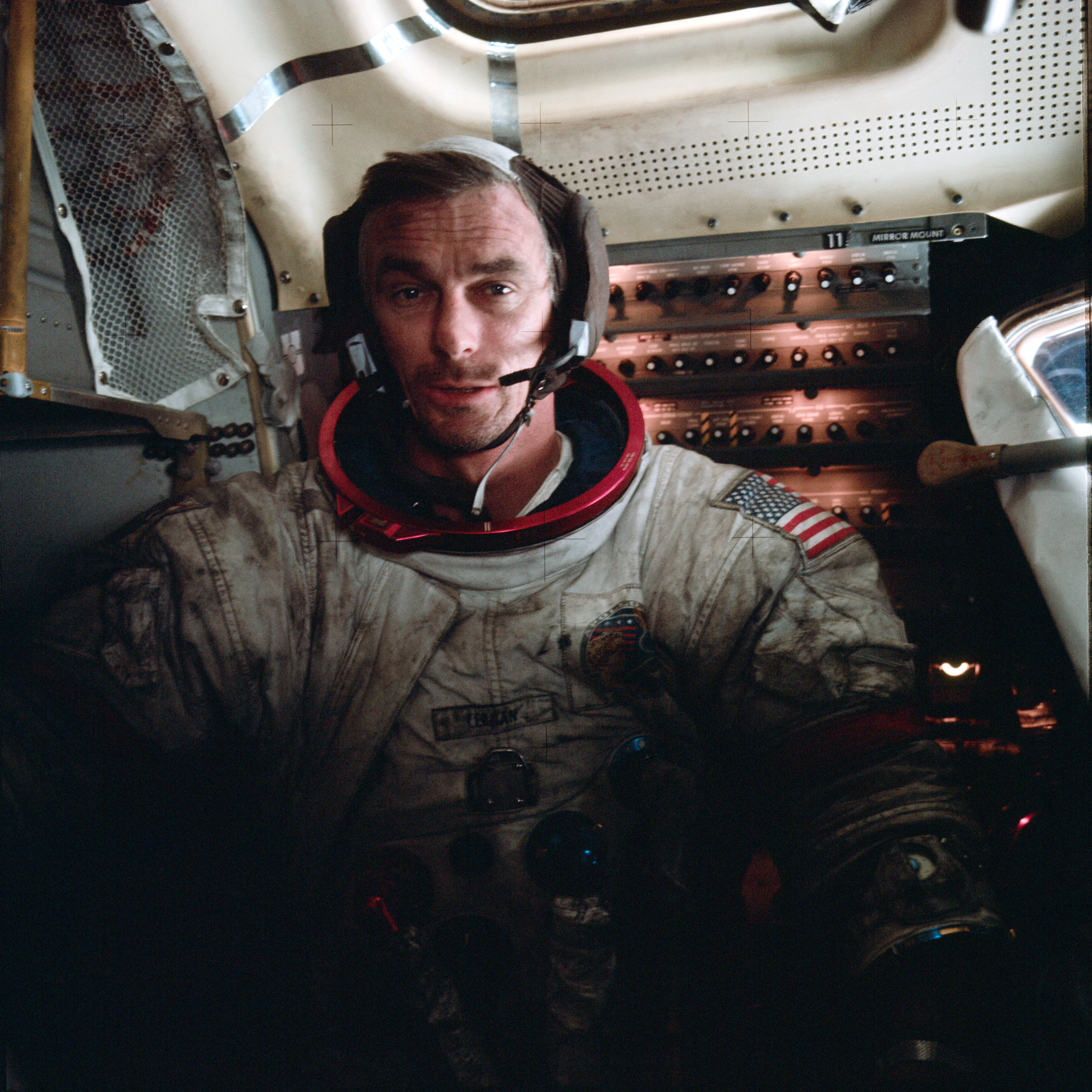
Cernan po EVA 3 v Apollu 17

Eugene Andrew „Gene“ Cernan (14. března 1934 Chicago – 16. ledna 2017 Houston) byl americký astronaut, který byl třikrát ve vesmíru. Zapsal se také jako poslední člověk, který stanul na měsíčním povrchu. Po otci byl slovenského a po matce českého původu.

## Ze života

### Původ
Eugene Cernan patřil mezi astronauty slovenského a českého původu. V roce 1903 jeho dědeček Štefan Čerňan se svou manželkou Annou se odstěhovali z Vysoké nad Kysucou (t.č. Uhersko) spolu s tisícovkami jiných vystěhovalců do USA. Usadili se v Chicagu a o rok později se jim narodil syn Andrew. Když vyrostl, vzal si za manželku děvče českého původu Rozálii Cihlářovou a spolu s ní měl syna Eugena. Rodiče jeho matky, František a Rozálie Cihlářovi, pocházeli z Borovan (okres Písek) a z Nuzic nedaleko Týna nad Vltavou.

### Před lety
Po středoškolských studiích se dostal na Purdueovu universitu, kterou s titulem inženýra elektrotechniky ukončil roku 1956. Vojnu prožil u námořnictva jako pilot na letadlových lodích a několik let na základně Miramar v Kalifornii. V roce 1961 šel do Monterey na vysokou školu vojenského námořnictva (Naval Postgraduate School), kde vystudoval postgraduál a získal druhý titul leteckého inženýra. V roce 1964 byl přijat do třetí skupiny kosmonautů USA. Po výcviku byl jmenován do záložní a pak hlavní posádky Gemini 9.

### Lety do vesmíru
První let z mysu Canaveral absolvoval jako druhý pilot v roce 1966 na palubě Gemini 9. Spolu s ním letěl velitel letu Thomas Stafford. Na oběžné dráze se přiblížili k cílovému tělesu Agena 9, plánované spojení se však kvůli poruše Ageny nepodařilo uskutečnit. Cernan zde vystoupil připoután lanem na povrch stanice (výstup EVA). Přistáli po třech dnech letu na hladině Atlantského oceánu.
Podruhé vyletěl na kosmické lodi Apollo 10 v květnu 1969. Na lodi s ním letěl opět Stafford a jako třetí člen posádky John Young. Byla to poslední prověrka před přistáním lidí na Měsíci, kolem Měsíce prodělali 31 obletů, vyzkoušeli měsíční modul až na pár km nad povrch, poté se navrátili na Zemi po 8 dnech letu.
Třetí let byl s Apollem 17, startovali opět na mysu Canaveral, v šesté expedici byli spolu s ním Ronald Evans a Harrison Schmitt. Zatímco Evans zůstal na oběžné dráze Měsíce, Cernan s Schmittem na Měsíci přistáli a vystoupili na něj, Cernan jako 11., Schmitt 12. člověk na Měsíci. Cernan byl zatím posledním člověkem na povrchu Měsíce. V pořádku se všichni vrátili na Zemi, přistání proběhlo po 12 dnech strávených ve vesmíru na hladině Tichého oceánu.
- Gemini 9 (3. června 1966 – 6. června 1966)
- Apollo 10 (18. května 1969 – 26. května 1969)
- Apollo 17 (7. prosince 1972 – 19. prosince 1972).

Na oba lety Apollo s sebou vzal československou vlajku, kterou při své neoficiální a utajované návštěvě Československa v roce 1974 předal řediteli Astronomického ústavu v Ondřejově doc. Luboši Perekovi.
Byl zapsán v Ohiu do National Aviation Hall of Fame (Národní letecká síň slávy).

### Návštěvy Československa a České republiky
Poprvé Eugene Cernan navštívil Československo neoficiálně v roce 1974. Oficiální návštěva mu byla odepřena. Požádal tedy o novinářskou akreditaci na mezinárodní veletrh Incheba v Bratislavě. Zástupci státu se s ním setkat odmítli, ale setkal se s tehdejším ředitelem Astronomického ústavu v Ondřejově doc. Lubošem Perekem.
26. října 2001 navštívil Česko na pozvání náčelníka generálního štábu Armády České republiky Jiřího Šedivého spolu s jiným astronautem hlásícím se k českým předkům – Johnem Blahou. Dne 29. října 2001 podnikl Cernan v doprovodu prvního československého kosmonauta Vladimíra Remka a známého popularizátora astronomie Marcela Grüna vrtulníkem Armády ČR typu Mi-8S let do Bernartic u Milevska v okrese Písek, protože z nedaleké vsi Borovany pocházel jeho dědeček. Asi minutu a půl před příletem na místo se vrtulník u obce Okrouhlá zřítil poté, co mu došlo palivo. Cernan naštěstí nehodu ve zdraví přežil. Nebyla to první nehoda vrtulníku, kterou zažil. 23. ledna 1971 se zřítil vrtulník Bell 47 NASA s Cernanem na palubě do Banana River nedaleko Kennedyho vesmírného střediska na mysu Canaveral.
O tři roky později se do České republiky vrátil. 29. září 2004 se konala veřejná autogramiáda jeho knihy Poslední muž na Měsíci v kavárně nakladatelství Academia v Praze. Následující den Eugene Cernan navštívil Akademii věd ČR a převzal čestnou medaili AV ČR z rukou tehdejší předsedkyně AV ČR Heleny Illnerové.
V červnu 2008 navštívil Prahu i se svou vnučkou, mj. i výstavu v Národním muzeu, a poskytl novinářům zajímavé úvahy k dalším letům na Měsíc. Poté odjel i s vnučkou opět do Borovan, kde ho děti obdarovaly vodou a chlebem.
Eugene Cernan zemřel 16. ledna 2017 v Houstonské nemocnici ve věku 82 let. Je pohřben na Texaském státním hřbitově.

### Film
V roce 2014 byl o životě Eugena Cernana natočen dokumentární film The Last Man on the Moon.